# Taki (Soulcalibur)

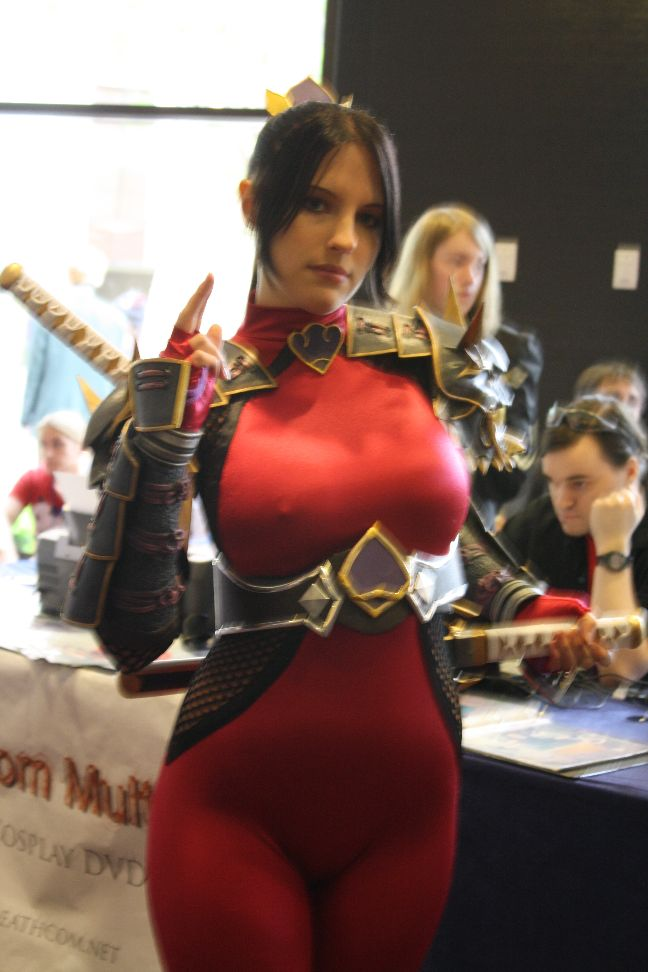
Một người hâm mộ đang hóa trang thành Taki tại hội chợ Acen 2010.

Taki (タキ Taki?, cũng được viết thành 多喜) là một nhân vật hư cấu trong series trò chơi đối kháng Soul của hãng Namco. Cô được giới thiệu là một nữ ninja (Kunoichi) Nhật Bản và là một chiến binh vĩ đại của phái nhẫn giả Fu-Ma, chu du khắp thế giới với nhiệm vụ phá hủy thanh kiếm quỷ có tên là Soul Edge. Taki được giới thiệu trong phiên bản đầu tiên mang tên Soul Edge vào năm 1995, khi cô và Sophitia là những nhân vật chính, và tiếp đó xuất hiện trong tất cả các tựa game trong series cho đến phiên bản Soulcalibur V vào năm 2012 khi Taki được thay thế bởi học trò của cô, Natsu.
Trong trò chơi, Taki có lợi thế ở những góc hẹp nơi tốc độ, những cú bay nhảy và cú đá uy lực của cô đạt hiểu quả cao nhất. Cô được lồng tiếng trong tiếng Nhật bởi Fujiko Takimoto cho tới phiên bản Soulcalibur III và bởi Sachiko Kojima ở những bản còn lại; Desirée Goyette là người lồng tiếng bằng tiếng Anh cho nhân vật này ở bản Soulcalibur II. Taki đã nhận được một sự phổ biến đáng kể trong cộng đồng hâm mộ dòng game này, đặc biệt ở phương Tây. Cô còn nhận được rất nhiều đánh giá tích cực từ các nhà báo về game, thường được vinh danh là nhân vật nữ ninja vĩ đại nhất trong lịch sử trò chơi điện tử, cũng như được xem là một biểu tượng sex của thể loại game đối kháng hay trò chơi điện tử nói chung. Nhiều tạp chí lớn cũng đã ghi nhận hình tượng nổi tiếng của cô và bày tỏ sự tiếc nuối với sự vắng mặt của Taki trong bản Soulcalibur V.

## Những lần xuất hiện trong series
Taki được nuôi nấng và huấn luyện bởi Fu-Ma (風魔), một giáo phái nhẫn giả huyền bí ở tỉnh Ōmi, gắn bó với một thầy tu Phật giáo tên là Tenkai. Cha mẹ cô chết bởi một căn bệnh không được biết rõ. Là một thần đồng của giáo phái vốn đặc biệt ở khả năng rèn đúc những vũ khí chống quỷ và chiến đấu với quỷ dữ, Taki trở thành một võ sĩ lạnh lùng, được xem như là thành viên toàn vẹn nhất của phái, cũng như trở thành một điệp viên và thợ rèn tài năng, với khả năng ẩn giấu cảm xúc của mình, luôn giữ cái đầu lạnh và đưa ra những quyết định dứt khoát nhưng cũng rất tàn nhẫn.
Taki xuất hiện lần đầu trong phiên bản đầu tiên vào năm 1995 mang tên Soul Edge (Hay Soul Blade ở những quốc gia dùng hệ  PAL) với tư cách là một trong 8 nhân vật gốc ở bối cảnh năm 1584. Trong game, cô gái 22 tuổi Taki phát hiện rằng thanh kiếm phép thuật Rekkimaru (裂鬼丸) của mình đã bị yếu đi vì một thanh kiếm quỷ có tên Soul Edge. Cô quyết định có một chuyến đi về phía Tây để cứu lấy báo vật của mình, và cũng là để phá hủy Soul Edge.
Trong Soulcalibur, Taki cố gắng hợp nhất những mảnh còn lại của Soul Edge với thanh Rekkimaru của mình nhưng không thành. Tuy nhiên, nó lại hợp nhất với thứ vũ khí khác của cô. Taki tạo ra một thanh kiếm quỷ mới mang tên Mekkimaru (滅鬼丸), với mong muốn nó có thể khắc chế thanh Soul Edge, làm chúng phá hủy lẫn nhau. Sau đó, sư phụ cũ của cô, Toki (トキ, có thể viết là 斗鬼) báo tin rằng giáo chủ Fu-Ma, Hachibei (八兵衛), đã ăn cắp Mekkimaru và bỏ chạy, trở thành một kẻ bị ruồng bỏ (nukenin). Toki ra lệnh cho Taki tiêu diệt Hachibei và con gái ông ta là Chie (千恵), người bạn thuở nhỏ của cô, để lấy lại thanh kiếm. Taki nhanh chóng tìm ra Hachibei, nhưng nhận ra được sự ám ảnh về uy lực của thanh kiếm ở trong lòng Toki. Hachibei đưa thanh kiếm cho Taki và thúc dục cô không được đưa nó cho Toki. Taki sau đó gửi cho Toki một thông báo giả, khiến toàn bộ quân của hắn bị đánh lạc hướng, nhưng cánh tay phải của Toki, Geki, đã phát hiện ra lời nói dối của Taki. Taki cố gắng hết sức để tiêu diệt Mekkimaru nhưng cũng phải trở thành một kẻ bị ruồng bỏ. Toki trở thành giáo chủ mới của Fu-Ma.
Taki trở lại ở bản tiếp theo, Soulcalibur II (2002), kể vệ sự việc 7 năm sau phiên bản đầu tiên, Soul Edge. Sau khi biết được Soul Edge đã bị phá hủy một phần, Taki phát hiện ra rằng Toki đã thu nhặt được rất nhiều mảnh của Soul Edge. Cô quyết định mang Mekkimaru cách xa hắn. Trong Soulcalibur III (2005), Taki trở lại Nhật Bản và biết được giáo phái Fu-Ma đã bị đẩy vào một cuộc đấu đá nội bộ vì sự điên cuồng của Toki. Liên hệ với nhóm nổi dậy trong giáo phái, lãnh đạo bởi Chie, Taki chiến đấu trực tiếp với Toki, nay đã bị Soul Edge chi phối, ở ngôi chùa mang tên Hoko. Sau đó, cô giết chết hắn ta và Chie trở thành giáo chủ mới, nhưng linh hồn quỷ giữ vốn đã nhập vào Toki lại trốn thoát về phía tây. Taki bắt đầu một chuyến đi mới để diệt trừ hoàn toàn những tàn dư của thanh kiếm quỷ quái. Trong Soulcalibur IV (2008), cuối cùng Taki cũng đã tiêu diệt 2 thanh kiếm quỷ, Soul Edge và Mekkimaru (Nay là Soulcalibur).
Ban đầu, Taki được thông báo sẽ xuất hiện trong phiên bản thứ 6, Soulcalibur V (2012), nói về sự kiện 17 năm sau phiên bản trước đó. Cô được trông đợi sẽ xuất hiện cùng với đồ đệ trẻ Natsu (凪津), cũng là một trong những nhân vật mới mà người chơi có thể điều khiển. Tuy nhiên, Taki đã không xuất hiện, và chỉ được đề cập tới ở phần tiền truyện của Natsu và trên bìa trò chơi chính thức. Ở phần kết thúc cốt truyện của Natsu, Taki được "thông báo" là sẽ trở lại, mở ra khả năng nhân vật này xuất hiện trong những phiên bản sắp tới.

## Thiết kế nhân vật
Taki cao 170 cm và nặng 55 kg (sau này là 53 kg). Vũ khí ban đầu của cô trong Soul Edge là thanh kiếm Rekkimaru. Đó là thanh kiếm ưa thích của cô và là một trong số ít vũ khí ở tựa game gốc không bị thay thế ở những phiên bản sau. Vũ khí thứ hai của cô là Mekkimaru, vốn là tài sản của giáo chủ quá cố Yoshimitsu. Mặc dù Taki chỉ dùng 1 vũ khí trong Soul Edge, Mekkimaru vẫn xuất hiện dưới dạng là một vũ khí mở khóa trong lúc chơi.
Taki đã trải qua khá nhiều lần thay đổi trong thiết kế nhân vật trước khi tựa game được ra mắt. Hình tượng cuối cùng của cô là một người phụ nữ tròn trịa với số đo vòng ngực là 90 cm/E (Theo số liệu của bản Soulcalibur IV; ngực của Taki được ghi nhận càng lớn hơn theo chiều phát triển của series) với bộ spandex bó sát và bảo hộ khá sơ sài. Màu trang phục gốc của Taki là đỏ và xanh nước biển. Trong phiên bản Soulcalibur, Taki đeo một chiếc mặt nạ vãi, và đây cũng là phiên bản duy nhất mà khe ngực của cô được lộ ra. Nét đặc trưng trong thiết kế của Taki và cũng là điểm rõ ràng nhất để phân biệt cô trong thế giới trò chơi điện tử đó là núm vú, khi nó luôn xuyên qua trang phục của cô ngay cả trên bìa đĩa hay trong trò chơi chính thức.

## Sự đón nhận
Kể từ khi xuất hiện vào năm 1995, Taki đã trở thành một trong những nhân vật nổi tiếng nhất của dòng game, cả ở Nhật Bản và các nước khác. Cô được ghi nhận là một trong những nhân vật được yêu thích nhất bởi tạp chí Computer and Video Games (CVG), được miêu tả là nhân vật "được yêu thích bởi nhiều người" bởi tạp chí Official Xbox Magazine, và là một trong những nhân vật được yêu mến nhất trong series của tạp chí Brazil SuperGamePower.
Một số nhà phân tích vinh danh Taki là một trong những nhân vật nữ trong trò chơi điện tử vĩ đại nhất vì nhiều lý do. Tạp chí Famitsu miêu tả Taki trong Soulcalibur II "có sức tấn công và phòng thủ mạnh mẽ hơn tất cả nhân vật nữ khác trong trò chơi." Năm 2003, trang WomanGamers.com miêu tả Taki là "một nhân vật nữ mạnh mẽ và độc lập" và dành cho cô điểm số 8.4/10. Năm 2007, Rob Wright của tạp chí Tom's Games ghi nhận Taki trong danh sách 50 nhân vật trò chơi điện tử nữ ví đại nhất, nhận xét cô là "một chiến binh điêu luyện với linh hồn tỏa sáng và vẻ đẹp sững sờ."

### Sự tán dương và những bình luận về sức gợi cảm của nhân vật
Rất nhiều bài đánh giá đã đưa ra một số bình luận về bộ ngực rất lớn và trang phục khêu gợi của Taki. Năm 1999, CVG miêu tả Taki "mang một bộ đồ đỏ gợi tình cùng với bộ ngực ngang ngửa với Lara Croft." Bài blog của Sherilynn Macale trên trang G4tv.com nói về Taki "với trang phục bó kín giá và núm vú đầy tự hào." Tạp chí NGC dành cho cô danh hiệu "Trang phục bó sát nhất" trong sách "Kỉ lục của Nintendo" với bộ spandex đỏ trong Soulcalibur II. GameDaily so sánh độ lớn của ngực và những chiêu thức rất mượt mà của Taki để đặt ra câu hỏi hài hước "làm sao cô ấy có thể chiến đấu với bộ ngực lớn như vậy?". Ross Lincoln của GameFront ghi nhận bộ ngực của Taki trong danh sách "những bộ ngực vĩ đại nhất trong lịch sử trò chơi điện tử" vào năm 2011.
Tuy nhiên, cũng có một số ý kiến chỉ trích về tạo hình của Taki. Cây viết Leigh Alexander sử dụng ý kiến cho rằng "Núm vú của Taki đã được kết nối rất tỉ mỉ kể từ khi công nghệ đồ họa xuất hiện và biến nó trở thành hiện thực" để làm ví dụ cho việc "khai thác hiệu ứng vật lý quá đà đối với nhân vật nữ trong trò chơi điện tử đối kháng." Tạp chí GamesRadar UK  mỉa mai rằng bộ ngực của Taki trong bản Soulcalibur IV  "được thiết kế bởi một đứa trẻ 13 tuổi bị rối loạn hormone. Bộ ngực đó đơn giản là không thể hiểu được và không có ích lợi gì trong kĩ năng chiến đấu. Nếu cô ta bị đấm thì nó sẽ rất đau và thậm chí cô ta còn không mang áo ngực thể thao nữa."